# Aranka
Aranka je žensko osebno ime.

## Izvor imena
Ime Aranka je različica ženskega osebnega imena Avrelija, ki je k nam prišlo iz Madžarske, kjer to ime ustreza latinskemu imeni Aurelia.

## Pogostost imena
Po podatkih Statističnega urada Republike Slovenije je bilo na dan 31. decembra 2007 v Sloveniji število ženskih oseb z imenom Aranka: 52.